# Câmpulung
|  | No s'ha de confondre amb Câmpulung Moldovenesc. |

Câmpulung (també s'escriu Cîmpulung, pronunciació en romanès: [kɨmpuˈluŋɡ], en alemany: Langenau, Dlăgopole en romanès antic, Длъгополе (del búlgar mitjà), o Câmpulung Muscel, és un municipi del comtat d'Argeș, Muntènia (Romania). Es troba entre els turons perifèrics de les muntanyes dels Carpats, al capdavant d'una llarg vall ben boscosa que la travessa el riu Râul Târgului, afluent de l'Argeș.
El seu aire pur i els seus bells paisatges fan de Câmpulung un popular centre d'estiueig. A la ciutat hi ha més de vint esglésies, a més d'un monestir i una catedral, que ambdues afirmen haver estat fundades al segle xiii per Radu Negru, el llegendari primer príncep de Valàquia.

## Nom
Câmpulung significa literalment 'camp llarg' en romanès, traduït com Longus-Campus en llatí.

## Història

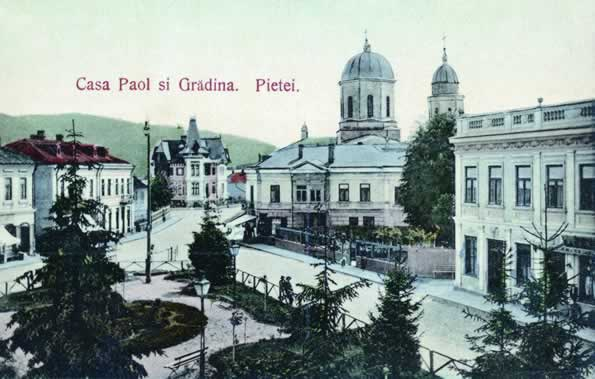
Paol House (Casa Paol) i Grădina Pieței (plaça del jardí) el 1906

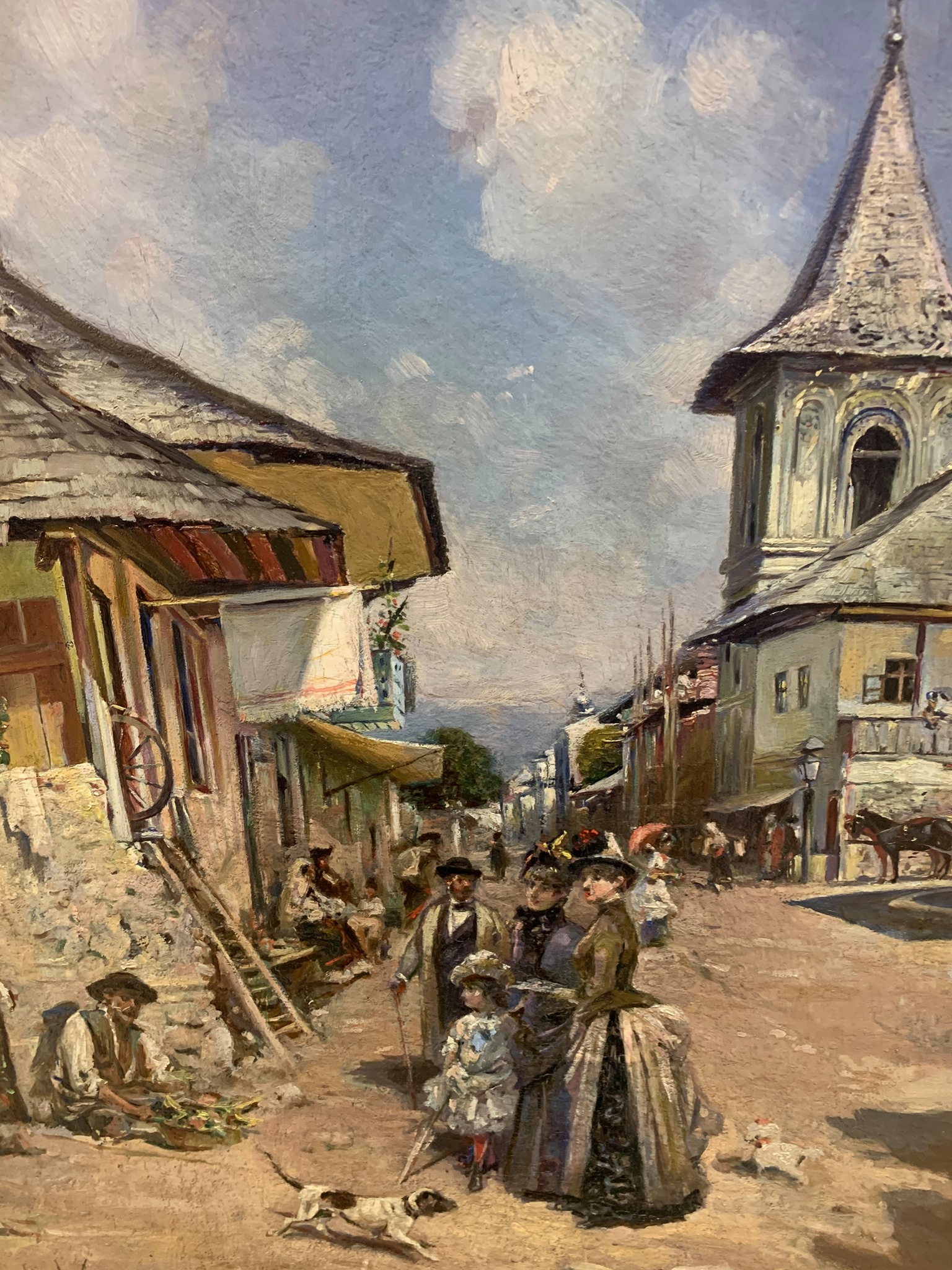
Un carrer de Câmpulung el 1890, de Theodor Aman.

Prop de Câmpulung hi ha les restes d'un campament romà conegut actualment com la Castra de Jidava (o Jidova); i més enllà de les portes, vestigis d'una colònia romana, identificada amb diverses Romula, Stepenium i Ulpia Traiana, però que ara es diu Grădiştea (que significa lloc d'una fortalesa en romanès) o Jidovi.
Câmpulung va ser un dels primers assentaments urbans de Valàquia, els colons saxons de Transsilvània contribuir al seu desenvolupament aportant la cultura urbana alemanya. Les primeres proves escrites de l'existència de la ciutat daten del 1300 i es troben a l'església de Câmpulung. La inscripció és un epitafi de Laurencius de Longo Campo, el text complet és Hic sepultus est comes Laurencius de Longo-Campo, pie memorie, Anno Domini MCCC ("Aquí està enterrat el comte Laurentius de Longus-Campus, en record piadós, Anno Domini 1300"). Laurentius era probablement la persona que coordinava el procés de colonització.
El primer registre escrit de la llengua romanesa antiga data de 1521 (la carta de Neacșu) dona nom a la ciutat pel seu nom romanès antic, que era eslau, segons les seves arrels: Dlăgopole - Длъгополь (amb el mateix significat - "un camp llarg").
La forma allargada de la ciutat estava determinada per la vall i tenia dos carrers paral·lels principals. La ciutat tenia una plaça del mercat central, situada prop de l'església del príncep de Sant Nicolau i una fira anual que se celebrava a l'oest de la ciutat, prop de l'església de Sant Elies. Les zones no alemanyes de la ciutat es van trobar cap als afores de la ciutat medieval, on es van construir dues esglésies ortodoxes durant els segles XIV-XV.
Originalment, els romanesos de la ciutat no tenien els mateixos drets que els colons alemanys, però al segle xv, les dues comunitats ja estaven fusionades, com demostren les noves esglésies romaneses construïdes a prop de les àrees catòliques i el fet que algunes els județs elegits eren romanesos. Una altra comunitat a la ciutat van ser els búlgars bogomils, que es van establir a la Șchei barri (Schei sent una vella paraula romanesa en referència als pobles eslaus). Fora de la ciutat, al sud-oest, al turó actualment anomenat Câmpul mișeilor ("Camp del coix") hi havia una colònia de leprosos, que tenia la seva pròpia església i molí.
Câmpulung va ser la primera capital de l'estat feudal de Valàquia, fins que va succeir Curtea de Argeș al segle XIV. Hi va haver un trànsit considerable amb Transsilvània, sobre el pas de Bran, a 15 milles al nord, i amb el sud per un ferrocarril ramal a Ploiești.

## Fills il·lustres
- Theodor Aman
- Constantin D. Aricescu
- Gheorghe Arsenescu
- Ion Barbu
- George Demetrescu Mirea
- Dora Gad
- Nicolae Golescu
- Ștefan Golescu
- Radu Gyr
- Ion Jinga
- Petre Libardi
- Gabriel Moiceanu
- Tudor Mușatescu
- D. Nanu
- Ion Negulici
- George Oprescu
- Constantin Ion Parhon
- Pârvu Mutu
- Mihail Vlădescu